# Kyopodiidae
Kyopodiidae é uma família de medusas da ordem Stauromedusae. Vivem fixas no fundo do mar.

## Géneros
- Kyopoda Larson, 1988